# Ulmoasa, Maramureș
Ulmoasa (în maghiară Szilas) este un sat ce aparține orașului Tăuții-Măgherăuș din județul Maramureș, Transilvania, România.

## Istoric
Conform lui Coriolan Suciu , prima atestare documentară este din 1909 (Ulmoasa, cătun al orașului Baia Mare), dar satul apare menționat în 1904 în matricula confesională greco-catolică a cununaților din satul Săsar. 

## Etimologie
Etimologia numelui localității: dintr-un nume topic (La) Ulmoasa, derivat din adj. ulmos, -oasă (< s. ulm + suf. -os). 

## Demografie
La recensământul din 2011, populația era de 173 locuitori. 